# Serafina de González Hoyos
María Serafina González de Hoyos y Torres était l’épouse du général indépendantiste (« patriote ») argentin Juan Antonio Álvarez de Arenales.

## Biographie
Serafina González de Hoyos naquit à Salta, ville du nord de l’Argentine, au sein d’une famille influente criolla (c'est-à-dire d’Espagnols nés aux Amériques), et eut pour père Bonifacio González de Hoyos et pour mère María Martina de Torres Gaete y Córdoba. Elle comptait parmi sa parentèle plusieurs personnalités importantes de l’époque, au premier chef le général Juan Antonio Álvarez de Arenales, qu’elle épousa dans sa ville natale au début de la décennie 1810, et qui deviendra l’une des principales figures de la lutte pour l’indépendance d’avec l’Espagne ; et ensuite, le président argentin José Evaristo Uriburu, dont elle était la grand-mère.
Elle résidait avec sa famille dans la propriété de campagne Pampa Grande à Guachipas, dans la province de Salta, mais la participation de son mari à la longue et rude guerre sur le front nord et dans le Haut-Pérou la mettait dans une constante incertitude et la contraignit à déménager à de nombreuses reprises. 
La tradition rapporte que le 25 mai 1814, elle vit en rêve son époux, qui lui demandait anxieusement de l’eau. Elle nota la date et apprit plus tard que son mari avait été ce jour-là grièvement blessé à la bataille de La Florida.
Durant sept ans, elle vécut en émigrée, en compagnie de ses nombreux enfants, dans la province de Tucumán voisine, tandis que son époux se trouvait, dans le cadre de ses activités militaires, au Chili et au Pérou. Elle devint veuve en décembre 1831, quand son mari s’éteignit en Bolivie, alors qu’elle séjournait loin de lui. Elle-même mourut à Salta le 4 août 1851.